# Julian Nowak
Julian Ignacy Nowak (Okocim, 10 marzo 1865 – Cracovia, 10 novembre 1946) è stato un politico polacco.

## Biografia
Ha ricoperto la carica di Primo ministro della Polonia nel 1922.